# Valerianella szovitsiana
Valerianella szovitsiana là một loài thực vật có hoa trong họ Kim ngân. Loài này được Fisch. & C.A. Mey. miêu tả khoa học đầu tiên năm 1836.